# 부자크

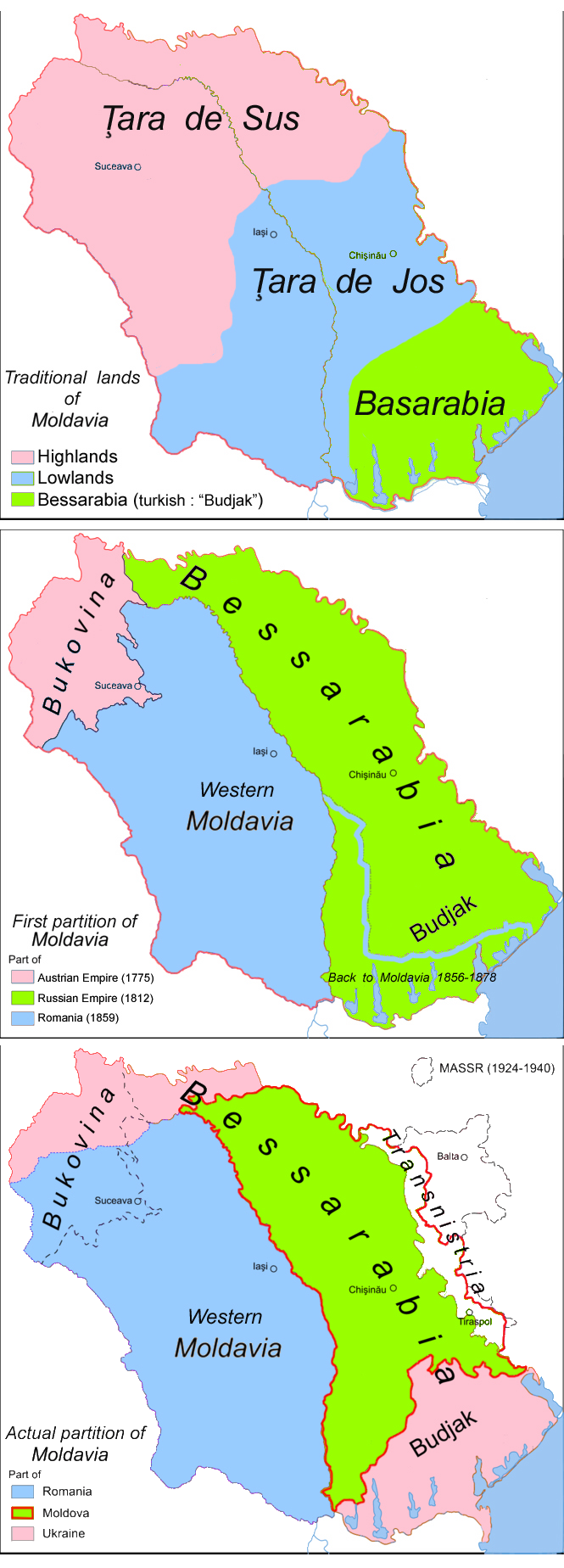
부코비나 (사진 오른쪽 하단)

부자크(우크라이나어: Буджак, 루마니아어: Bugeac 부제아크[*])는 베사라비아 지방의 남부지역으로, 흑해 연안 다뉴브강과 드니스테르강 사이 지역을 말하며, 몰도바 남쪽에 위치한다. 현재는 우크라이나의 오데사주의 일부이다.
이 지역 주민의 다수는 우크라이나인과 러시아인이지만, 그 밖에도 불가리아인이 21%, 몰도바인과 루마니아인이 13%를 차지한다.

## 역사
고대에는 트라키아인, 스키타이인, 켈트족이 거주했고, 흑해 연안에는 그리스인이 거주한 적도 있었다. 또, 타타르인이 도브루자(도나우강 하류 지역)나 터키로 이주하기 전에는 잠시 거주했던 곳이기도 하다.
이 지역의 이름은 튀르키예어 '부자크'(Bucak)에서 유래했는데, '구석' 또는 '변방'이라는 뜻이다. 오스만 제국령이었을 때에 현재의 지명으로 불리게 되었다. 제1차 세계 대전 이후 이 지역은 베사라비아의 일부로 루마니아 왕국에 편입되었다.
제2차 세계 대전 중인 1940년 6월에 소비에트 연방(소련)이 루마니아 왕국에 베사라비아의 할양을 요구하며 이 지역에 진입하였고, 루마니아는 이에 굴복해 이 지역을 소련에 넘겨주었다. 할양 이후, 부자크는 우크라이나에 합병되었다.
1941년 7월에 루마니아 왕국은 추축국인 독일의 편에 서서 소련에 선전 포고를 하고 이 지역으로 진격해 베사라비아 전체를 점령하였다. 1944년에 소비에트 연방은 이 지역과 루마니아를 점령하고 이 지역을 탈환하였다. 1991년 12월 소련 붕괴와 함께 우크라이나 령이 되었다.